# Popis hrvatskih veleposlanika u Lihtenštajnu
Republika Hrvatska i Kneževina Lihtenštajn održavaju diplomatske odnose od 4. veljače 1992. Sjedište veleposlanstva je u Bernu.

## Veleposlanici
Hrvatska nema rezidentno veleposlanstvo u Lihtenštajnu. Veleposlanstvo Republike Hrvatske u Švicarskoj Konfederaciji pokriva Kneževinu Lihtenštajn.
| Veleposlanik       | Postavljenje        | Opoziv              | Sjedište |
| ------------------ | ------------------- | ------------------- | -------- |
| Zdenko Škrabalo    | 24. rujna 1993.     | 1. siječnja 1996.   | Bern     |
| Petar Šarčević     | 16. travnja 1996.   | 1. kolovoza 1999.   | Bern     |
| Miroslav Međimorec | 16. prosinca 1999.  | 31. listopada 2000. | Bern     |
| Mladen Andrlić     | 26. srpnja 2002.    | 30. lipnja 2007.    | Bern     |
| Jakša Muljačić     | 20. srpnja 2007.    | 31. kolovoza 2012.  | Bern     |
| Aleksandar Heina   | 25. listopada 2012. | 31. kolovoza 2017.  | Bern     |

## Vanjske poveznice
- Lihtenštajn na stranici MVEP-a